# Марох, Доминик
Домини́к Ма́рох (нем. Dominic Maroh; род. 4 марта 1987, Нюртинген) — немецкий и словенский футболист, центральный защитник клуба «Юрдинген 05». Выступал за сборную Словении.

## Карьера
21 июня 2008 года перешёл из команды «Ройтлинген» во вторую команду «Нюрнберга». Первую игру за «Нюрнберг» провёл 7 ноября 2008 года против «Франкфурта». Первый гол забил 23 ноября 2008 года в матче против «Гройтер Фюрт». В бундеслиге дебютировал 8 августа 2009 года, в первом туре чемпионата, в матче против «Шальке 04». Матч закончился поражением «Нюрнберга» со счётом 1:2. Доминик вышел в основном составе и провёл на поле весь матч. Всего в своём первом сезоне в Бундеслиге провёл 26 матчей и забил 1 мяч. 8 июня 2012 года подписал двухлетний контракт с клубом «Кёльн», вылетевшим во Вторую Бундеслигу. 15 августа того же года дебютировал в составе сборной Словении, выйдя на 90 минуте на замену вместо Марко Шулера в матче против румынской сборной.